# Hukurudhoo
Hukurudhoo est une petite île inhabitée des Maldives. Le nom de l'île signifie « île du vendredi ». 

## Géographie
Hukurudhoo est située dans le centre des Maldives, au Sud-Ouest de l'atoll Ari, dans la subdivision de Alif Dhaal. 